# Júlia (mãe de Marco Antônio)
Júlia (104 a.C. - depois de 39 a.C.), era a mãe de Marco Antônio e filha de Lúcio Júlio César.
Júlia, da família dos Césares, casou-se  com Marco Antônio Crético e, depois da morte deste, com Cornélio Lêntulo.
Cornélio Lêntulo estava envolvido na Conspiração de Catilina, e foi executado por Cícero; segundo Plutarco, esta foi a origem do ódio violento de Marco Antônio contra Cícero, pois Antônio dizia, falsamente, que Cícero não queria entregar o corpo de Lêntulo para ser enterrado, até que Júlia o pediu para a esposa de Cícero.
Ela era irmã de Lúcio César, que foi entregue a Otaviano para ser assassinado, no episódio que Plutarco comenta que foi uma troca selvagem e cruel, uma barganha de morte por morte, em que Otaviano, Marco Antônio e Lépido entregaram seus amigos para serem assassinados: Otaviano entregou Cícero, Antônio seu tio Lúcio César, e Lépido seu irmão Paulo. Após o assassinato de Cícero, porém, Lúcio Antônio se refugiou com a irmã, e esta, colocando-se na porta do seu quarto, não deixou os assassinos entrarem, dizendo que só assassinariam Lúcio Antônio se, antes, a assassinassem, a mãe do Imperador. Lúcio Antônio foi poupado.
No ano em que Caio Asínio Polião e Cneu Domício Calvino, este pela segunda vez, foram cônsules, (40 a.C. [carece de fontes?]), Júlia fugiu de Roma  com Fúlvia, esposa de Marco Antônio, e elas foram abrigadas por Sexto Pompeu, filho de Pompeu. Sexto Pompeu enviou Júlia para Marco Antônio, com propostas de amizade. Junto de Júlia, também foi Tibério Cláudio Nero, com sua esposa Lívia Drusa e seu filho Tibério Cláudio Nero; segundo Dião Cássio, em um estranho lance do destino, pois Lívia, fugindo de César, tornar-se-ia sua esposa e o jovem Tibério o sucessor do imperador.